# Tom’s Diner
«Tom’s Diner» (с англ. — «Закусочная Тома») — песня без инструментального сопровождения (а капелла), написанная в 1981 или 1982 году американской певицей Сюзанной Вегой, одна из самых известных песен этой певицы. Первоначально, записана в качестве первой композиции альбома Solitude Standing 1987 года. В 1990 году британская группа DNA Disciples выпустила ремикс, используя оригинальный вокал Сюзанны Веги.
Упоминаемая в песне закусочная является реально существующим рестораном «Tom’s Restaurant» на Манхэттене (Нью-Йорк), который позже снимали в телесериале «Сайнфелд». Однако, помимо него, в окрестностях Нью-Йорка есть ещё один ресторан с аналогичным названием, где выставлен автограф Сюзанны Вега с подписью «I came, I saw, I wrote. Susann Vega» (с англ. — «Я зашла, я увидела, я написала. Сюзанна Вега»). Этот ресторан находится в Бруклине на перекрёстке Вашингтон-авеню и Парк-плэйс, и он очень популярен именно как место создания знаменитой песни.

## История создания песни

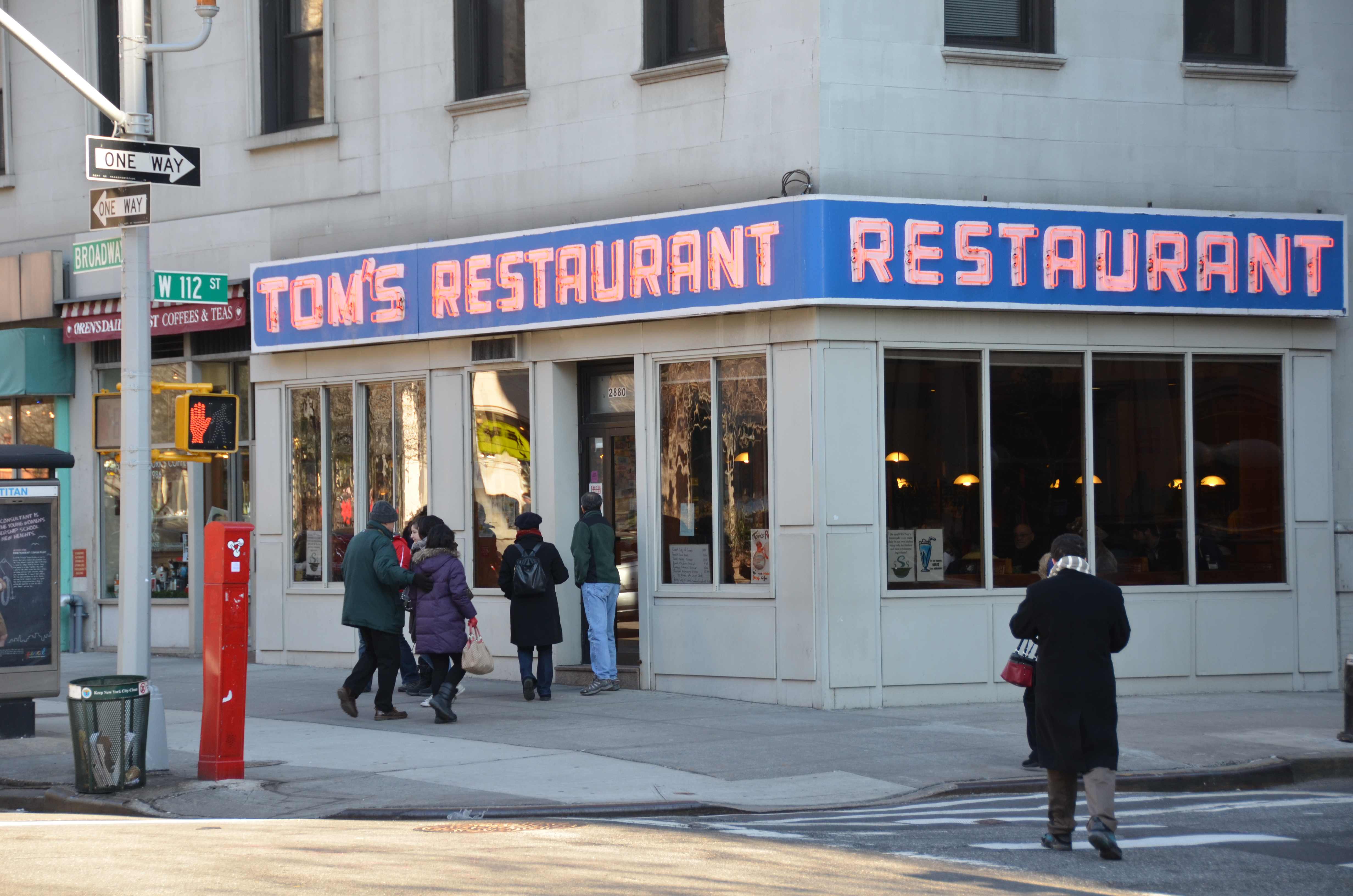
«Ресторан Тома» на Манхэттене

Текст песни располагает к тому, чтобы узнать точную дату создания песни.
Сама Вега говорит, что написала песню примерно в 1982 году, Брайан Роуз утверждает, что песня была написана в конце 1981 — начале 1982. В тексте песни указывается на заголовки газет («История со знаменитым человеком, который умер, пока был пьяным»), а также на следующие страницы («And I’m turning to the horoscope // And looking for the funnies»). Единственной такой газетой была New York Post от 18 ноября, упоминавшая смерть Уильяма Холдена на своих первых страницах. Его тело нашли 16 ноября 1981 года. Он умер от падения, после того как много выпил.
В тот день погода на улице была пасмурной, однако дождь не шёл. В 1983 году Вега сообщила, что текст она написала весной 1982 года, вспомнив один из осенних дней.

## Оригинальная запись
Первоначально предполагалось записать «Tom’s Diner» под фортепиано, однако из-за того, что Вега не умела на нём играть, она решила записать композицию а капелла в течение двух минут без перерывов.

### Сюзанна Вега — «мама MP3»
Карлхайнц Бранденбург (работающий в компании Fraunhofer Society), один из разработчиков формата кодирования музыкальных файлов MP3, использовал эту песню для улучшения использованного алгоритма аудиокомпрессии:

Будучи аспирантом, я разработал новый метод хранения музыки с очень низким битрейтом. Когда я готовил результаты к публикации, я прочитал в хайфай-журнале, что песня «Tom’s Diner» используется для тестирования высококачественных музыкальных систем. Мне стало любопытно, что сделает с этой композицией мой алгоритм, предшественник MP3. Результат был шокирующим. Голос Сюзанны Веги звучал очень хрипло, казалось, что она поёт дуэтом сама с собой. По-настоящему плохо.
Я все равно описал это [в своей докторской диссертации] и упомянул, что алгоритм не работает для «Tom’s Diner». Потребовались годы, чтобы понять, в чем дело. Однако с помощью некоторых уловок было возможно закодировать эту песню так, чтобы она звучала идеально.
Оригинальный текст (нем.)Ich hatte als Doktorand ein neues Verfahren zur Speicherung von Musik mit einer sehr niedrigen Datenrate entwickelt. Als ich damit begann, das alles aufzuschreiben, las ich in einer HiFi-Zeitschrift, dass „Tom’s Diner“ zum Test hochwertiger Musikanlagen eingesetzt wird. Ich war neugierig, was mein Algorithmus, der Vorvorläufer von MP3, mit dieser Musik machen würde. Das Ergebnis war erschütternd. Die Stimme von Suzanne Vega klang ganz heiser, und sie schien mit sich selber ein Duett zu singen. Wirklich schlimm.

Die habe ich trotzdem [in meine Doktorarbeit] geschrieben und darin erwähnt, dass der Algorithmus bei „Tom’s Diner“ nicht funktioniert. Es hat Jahre gedauert zu verstehen, was da schiefläuft. Mit einigen Tricks war es aber möglich, auch diesen Song so zu codieren, dass er perfekt klingt.

Бранденбург взял эту песню для тестирования своего алгоритма, и слушая её снова и снова, он совершенствовал алгоритм для более точной передачи голоса Веги. Таким образом, в некоторой степени алгоритм MP3 специально настроен на песню «Tom’s Diner», за что некоторые аудиоинженеры стали называть Сюзанну Вегу «мамой MP3».

## Ремикс DNA
В 1990 году британский музыкальный дуэт DNA, состоящий из продюсеров Ника Батта и Нила Слейтфорда, создал неофициальный ремикс песни «Tom’s Diner». Они объединили акапельное исполнение Сюзанны Веги с танцевальным ритмом, вдохновлённым композицией «Keep On Movin'» группы Soul II Soul. Ремикс изначально распространялся анонимно в клубах под названием «Oh Suzanne».
Несмотря на отсутствие разрешения на использование оригинального материала, звукозаписывающая компания A&M Records приняла решение приобрести права на ремикс вместо судебного преследования. Это решение было принято после консультации с Сюзанной Вегой, которая одобрила новую интерпретацию своей песни. Одним из условий сделки стало сохранение анонимности участников DNA. Ремикс DNA значительно превзошёл по популярности оригинальную версию песни, достигнув второй позиции в британском чарте синглов. Это способствовало возрождению интереса к творчеству Сюзанны Веги и оригинальной версии «Tom’s Diner». Успех ремикса оказал значительное влияние на карьеру певицы, позволив ей укрепить связь с широкой аудиторией и расширить свои горизонты за пределами Нью-Йорка.

## Кавер-версии
- Свои кавер-версии записали: Bingo Players, Бритни Спирс (для альбома итальянского музыканта Джорджо Мородера Déjà Vu[6]), AnnenMayKantereit и Giant Rooks.
- Grup Vitamin включила кавер на песню «Tom’s Diner» в свой дебютный студийный альбом Bol Vitamin (1990) под названием «Yakişır mı ?»
- Karmah записали кавер-версию «Tom’s Diner» для своего студийного альбома Be Good to Me.
- Семпл «Tom’s Diner» был использован исполнителями в таких песнях, как: «Centuries» от Fall Out Boy, «Бла Бла» от Мэйби Бэйби, «Slip & Slide» от Kizaru и Big Baby Tape, «Sweet & Bitter» от немецкого электронного дуэта Kush Kush, «In My Zone» от дуэта B.o.B и Майка Познера, «I Got Paper» от Кевина Коссома и «Attitude» от k-pop группы Ive.